# Президентские выборы в Сенегале (2024)
Президентские выборы в Сенегале прошли 24 марта 2024 года. Прошлый президент Сенегала Маки Саль не имел права баллотироваться на третий срок из-за ограничений по срокам полномочий, установленных Конституцией Сенегала.

## Дата выборов
В Сенегале выборы обычно проходят в феврале, в 2024 году голосование также было запланировано на 25 февраля, но за 3 недели до выборов глава государства Маки Саль сообщил о перенесении голосования на неопределенный срок из-за «неразберихи с кандидатами», хотя в январе Конституционный совет одобрил список кандидатов. Не включение в список влиятельных оппозиционных лидеров вызвало общественное недовольство. Маки Саль, обвинив Конституционный совет в коррупции при выборе кандидатов, пояснил:
«Эти непростые условия могут серьёзно подорвать доверие к избирательным бюллетеням, посеяв семена пред- и послевыборных споров».
После заявления главы государства парламент Сенегала назначил выборы на 15 декабря 2024 года, что спровоцировало массовые протесты. Конституционный совет постановил, что полномочия Маки Саля истекают 2 апреля и продлить их нельзя, поэтому выборы необходимо провести до этого срока. Хотя на консультациях предлагали дату 2 июня оппозиция требовала проведение голосования до 2 апреля. В результате Конституционный совет назначил выборы сначала на 31 марта, а потом на 24 марта, а сроки избирательной кампании были установлены с 9 по 22 марта, то есть две недели вместо традиционных трех.

## Кандидаты
В выборах изначально участвовали 19 кандидатов. Это максимальное число в истории Сенегала. Победитель должен в первом туре получить более 50 % голосов; если этого не произошло, то два лидирующих кандидата вышли бы на во второй тур, где для победы достаточно относительного большинства голосов.

## Выборы
Первый тур президентских выборов начался в Сенегале в 08:00 воскресенья по местному времени на 16440 избирательных участках. На голосованиях приняли участие около 7,37 млн избирателей, в том числе более 7 млн, находящихся в стране. Уже на следующий день после выборов в сенегальской оппозиции заявили о победе своего кандидата Бассиру Диомайе Файе, который был освобожден из тюрьмы 14 марта.

## Международная реакция
29 августа 2024 года на встрече с министром иностранных дел Сенегала Ясин Фаль министр иностранных дел РФ Сергей Лавров заявил, что одним из первых с победой Фая на президентских выборах поздравил президент Российской Федерации Владимир Путин.